# 57 до н. е.

## Події
- 57 — Консули Публій Корнелій Лентул Спінтер (патрицій) і Квінт Цецилій Метелл Непот (плебей). Претор — Аппій Клавдій Пульхр. Плебейський трибун Тит Анній Мілон.
- 57 — Повернення Цицерона в Рим .
- 57 — Белги створюють союзи проти римлян. Весна — Цезар рушив на північ у землі ремів, які йому служили. Римляни переправилися через Аксону і побудували табір. Розгром белгів римлянами. Цезар вступив в землю суессіонів і осадив Новіодун. Суессіони, белловаки і амбіани підкорилися. Розгром нервіїв в битві на березі річки Самбра. Перемога над адуатуками. Всі адуатукти продані в рабство. Легат Цезаря — Публій Красс підкорив племена Північно-Західної Галлії. Початок будівництва флоту на річці Лігер. Сенат призначив влаштувати 15 — денні святкування в Римі в честь богів.
- 57 — Помпей добре прийняв Авлета в Римі і перед сенатом домігся страти 100 послів, які брали участь у посольстві проти нього. Проконсулом в Сирії стає Авл Габіній .
- 57 — У чоловіки Береніке посватали Кібіосака з Сирії, який претендував на походження від сирійських царів. Але незабаром Береніка наказала його задушити.
- Корейська держава Сілла.

## Померли
- Фраат III — цар Парфії з династії Аршакидів.
- Клеопатра VI — цариця Єгипту з 80 р. до н. е.
- Гай Кальпурній Пізон Фругі — політичний діяч Римської республіки.